# Andreas Lienhart
Andreas Lienhart (* 28. Jänner 1986 in Graz) ist ein ehemaliger österreichischer Fußballspieler auf der Position eines Mittelfeldspielers und Verteidigers und nunmehriger -trainer.

## Karriere

### Als Spieler

#### Verein

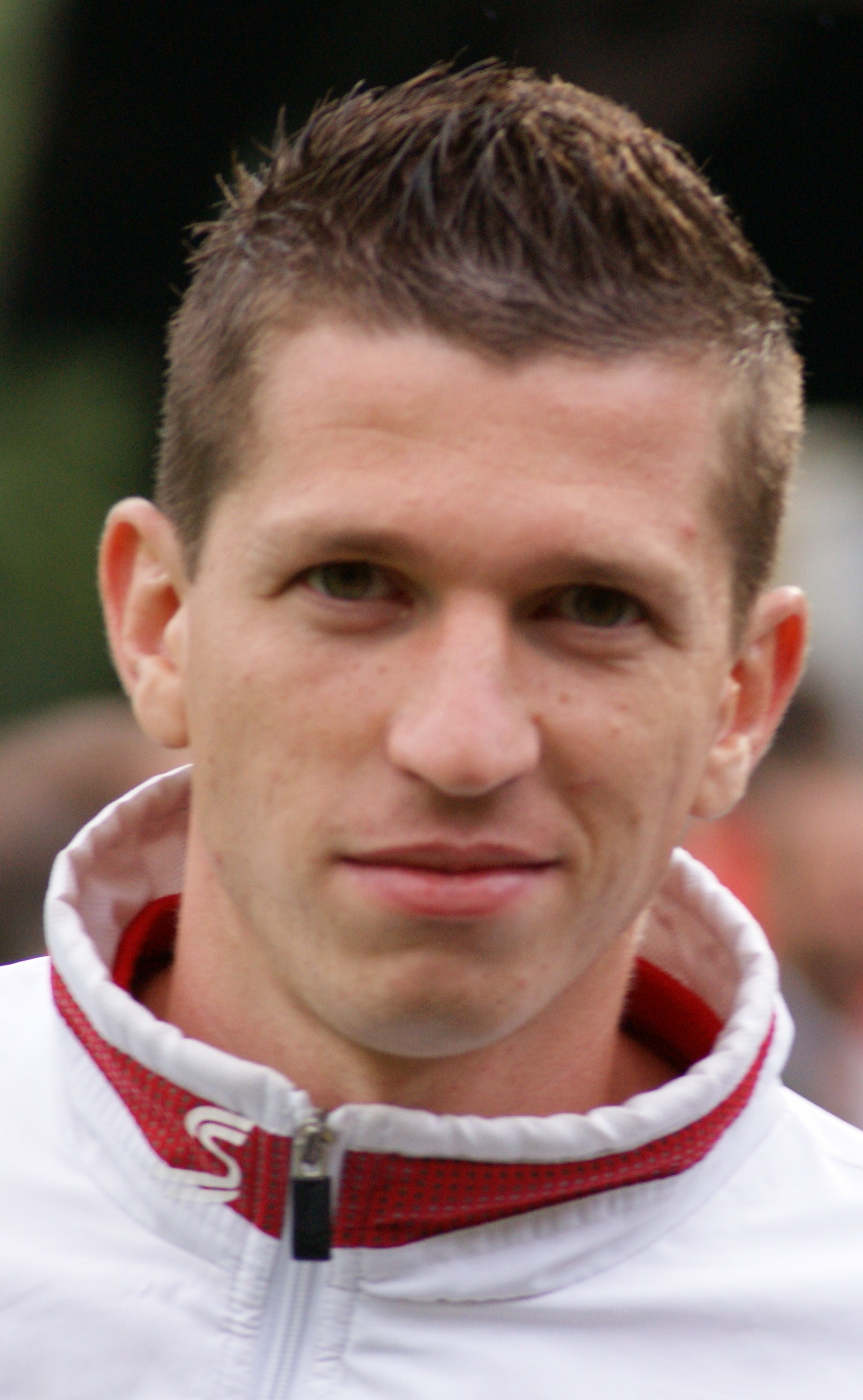
Andreas Lienhart als Spieler der Kapfenberger SV (2009)

Lienhart begann als Sechsjähriger mit dem Fußball beim SV Pirka in der Nähe von Graz. Ein Jahr später zog es ihn bereits zum Grazer AK, wo er in sämtlichen Jugendmannschaften (U-8 bis U-17) spielte. Zwischenzeitlich kam er von 1994 bis 1995 sowie von 1995 bis 1996 leihweise zum unterklassigen Union FC Graz. Ab 2000 besuchte er im Rahmen der GAK-Fußballakademie die HIB Liebenau. Durch konstante Leistungen gelang ihm der Sprung von der Akademie in die Amateurmannschaft der Athletiker.
2004 absolvierte Lienhart erfolgreich die Matura an der HIB Liebenau. Ab Sommer 2005 trainierte er mit der Profimannschaft des Grazer AK. Bei seinem Debüt in der österreichischen Bundesliga am 2. Oktober 2005 im Spiel der Athletiker gegen den FC Admira Wacker Mödling erzielte er 30 Sekunden nach seiner Einwechslung mit der ersten Ballberührung seinen ersten Bundesligatreffer; das Spiel endete in einem 4:1-Sieg der Rotjacken. Im Jahre 2006 unterschrieb er seinen ersten Profivertrag beim GAK.
Im Jänner 2007 wechselte er als Kooperationsspieler auf Leihbasis zum damaligen Zweitligisten Kapfenberger SV. Im darauffolgenden Sommer wechselten die Transferrechte endgültig zu den Kapfenbergern. In der Saison 2007/08 gelang ihm mit den Kapfenbergern der Aufstieg in die österreichische Fußball-Bundesliga.
Zur Sommerpause vor der Saison 2009/10 wechselte er zum Bundesligaabsteiger SCR Altach in die zweitklassige Erste Liga und stieg 2014 mit dieser Mannschaft wieder in die Bundesliga auf. Nach der Saison 2018/19 verließ er Altach und wechselte zum Ligakonkurrenten TSV Hartberg, bei dem er einen bis Juni 2021 laufenden Vertrag erhielt. Bis zu seinem Vertragsende in Hartberg kam er zu 43 Bundesligaeinsätzen für die Steirer, in denen er drei Tore erzielte.

#### Nationalmannschaft
Der Mittelfeldspieler, der zumeist auf der rechten Außenposition spielt, kam auch schon zu zahlreichen Einsätzen in der österreichischen U-17- und U-19-Nationalmannschaft.

### Als Trainer
Nach der Saison 2020/21 beendete er seine Karriere und wurde Co-Trainer von Cheftrainer Kurt Russ bei Hartberg. Auch unter dessen Nachfolger Klaus Schmidt behielt er diese Position. Ab März 2023 war Lienhart gemeinsam mit dem ehemaligen Torwart René Swete für den Aufbau einer Scouting-Abteilung beim TSV Hartberg zuständig und fungierte nebenbei als dessen Chefscout. Im Sommer 2023 übernahm er zusätzlich zu seiner Anstellung als Chefscout unter dem Trainer Markus Karner die Position eines Co-Trainers der zweiten Mannschaft der Hartberger mit Spielbetrieb in der vierklassigen steirischen Landesliga.
Nach dem Aufstieg seines einstigen Jugend- und Ausbildungsvereins Grazer AK in die Bundesliga wurde Lienhart im Sommer 2024 als neuer Chefscout und Co-Trainer unter Gernot Messner zu den Rotjacken geholt.

## Erfolge
- 2× Österreichischer Zweitligameister: 2007/08 und 2013/14 (Erste Liga)